# Konidium (svampgrupper)

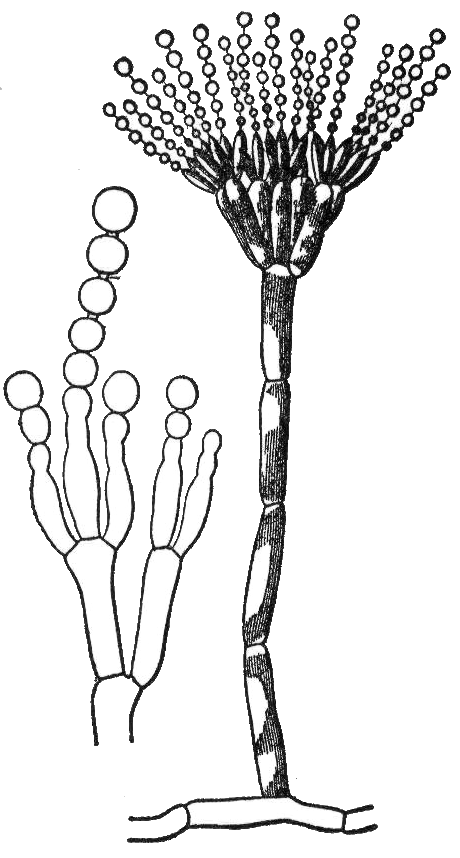
Konidier som bildas på konidioforer.

Konidium, konidie eller konidiespor kallas en sorts förökningskropp tillhörande organismer inom svampgrupper som sporsäckssvampar, imperfekta svampar och lavar. Konidierna är en- eller flercelliga förökningskroppar som bildas genom avsnörning från svampmycel. Denna typ av förökning sker könlöst. Namnet konidium kommer av grekiska konis som betyder damm eller stoft. De hyfer som kan bilda konidierna kallas konidioforer eller konidiebärare. Konidioforerna kan ha komplicerade förgreningar och vissa sluter ihop sig till en speciell sorts fruktkropp.
Hos vissa arter faller varje kondie av innan en ny anläggs, hos andra bildas långa kondiekedjor. Exempel på arter som bildar kondiekedjor finns inom släktet penselmögel.

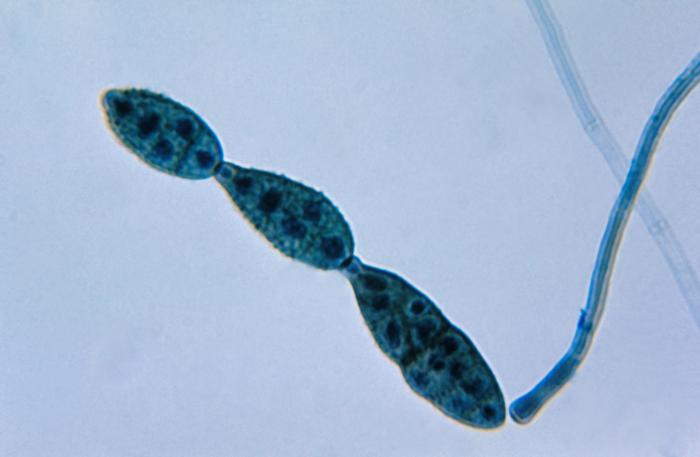
Kondiekedja tillhörande en art i svampsläktet alternaria.

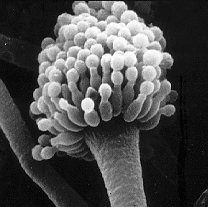
Aspergillus fumigatus